# Lori Blondeau
Pour les articles homonymes, voir Blondeau.
Lori Blondeau née en 1964 est une artiste contemporaine crie et saulteaux. Elle œuvre dans la  performance, l'installation et la photographie. Lori Blondeau est membre de la Première nation de Gordon et habite à Winnipeg, au Manitoba.

## Biographie
Lori Blondeau est née en 1964 à Regina en Saskatchewan.
En tant que jeune artiste, elle est influencée par la tradition orale qui lui est transmise par sa mère et sa grand-mère. Elle est aussi influencée par son grand-père qui travaille le bois, sa mère qui pratique la courtepointe et par la pratique artistique de son frère Edward Poitras.
En 2003, elle obtient une maîtrise universitaire en art. Elle passe trois ans en apprentissage avec l'artiste luiseño James Luna en Californie du Sud dans les années 1990.
En 1995, elle cofonde Tribe, un centre d'artiste qui promeut le travail d'artistes contemporains issus des Premières Nations du Canada.

## Œuvres artistiques
Une grande partie du travail de Lori Blondeau tourne autour de la représentation stéréotypée des femmes des Premières Nations dans la culture populaire et la culture médiatique. Elle travaille régulièrement avec des préjugés positifs et négatifs attachés aux stéréotypes de la princesse indienne et de la squaw, examinant l'impact de l'imagerie post-coloniale sur l'accueil et l'intégration des femmes autochtones dans les communautés urbaines. Ces personnages se manifestent dans des œuvres photographiques telles que COSMOSQUAW (1996) et Lonely Surfer Squaw (1997), dans lesquelles Lori Blondeau effectue une refonte des stéréotypes racistes - sexistes notoires.
The Ballad of Shameman et Betty Daybird (2000), Are You my Mother? (2000), Sisters (2000) et A Moment in the Life of Belle Sauvage (2002) font partie de ses œuvres de performance importantes.
En plus de la pratique en solo de son art,  Lori Blondeau collabore fréquemment avec d'autres artistes, dont l'artiste Adrian Stimson spécialisé dans l'art de  performance. Ensemble, ils ont présenté en 2004 une performance intitulée Buffalo Boy and Belle Sauvage: Putting the Wild Back into the West à la Mendel Art Gallery à Saskatoon en Saskatchewan. Dans cette performance, Adrian Stimson personnifie Buffalo Boy tandis que Lori Blondeau personnifie la Belle Sauvage. L'exposition propose une réflexion sur l'iconographie autochtone des récits de cow-boy, explorant les questions de la représentation de la communauté autochtone. D'autres collaborations incluent des œuvres avec des artistes de renommée internationale tels que James Luna et Shelley Niro,.
Lori Blondeau a été membre du Collectif des commissaires autochtones.
En octobre 2015, dans le cadre du symposium Supercommunity Live organisé par la Galerie d'art moderne Remai de la Saskatchewan, elle  interprète The Birds, The Bees, The Berries avec l'artiste Adrian Stimson. L’œuvre met en relation les conséquences des impacts environnementaux sur les populations d’abeilles et ces impacts dans les communautés locales et mondiales, aussi bien dans les environnements naturels qu’urbains.

## Fondation du centre Tribe
En septembre 1995, Lori Blondeau fonde avec Bradlee LaRocque, April Brass et Denny Norman le centre Tribe : A Center for the Evolving Aboriginal Media, Visual and Performing Arts Inc. Lori Blondeau en est la directrice exécutive. Le centre itinérant est dirigé par des artistes. Il essaie de faire rayonner l'art autochtones et ses questionnements en s'associant et en collaborant avec diverses galeries.
L'exposition The Fifth World est organisée par Wanda Nanibush, à la Mendel Art Gallery de Saskatoon, qui se nomme désormais la Remai Modern Art Gallery of Saskatchewan. Le titre du projet fait référence à la prophétie Hopi qui nous ramène à un choix imminent entre le conflit ou l’harmonie, et citant l'écrivain Leslie Marmon Silko : « Une nouvelle conscience... que la terre est partagée, et que nous sommes tous naturellement connectés à la terre les uns aux autres. »

## Le documentaire Pass System
Lori Blondeau a participé au film documentaire The Pass System en racontant des anecdotes personnelles et familiales sur l'impact de la ségrégation raciale subi par les communautés autochtones de la part du gouvernement canadien au cours des 60 dernière années. Le film comprend également des contributions d'artistes et d'activistes autochtones célèbres tel que Alex Janvier et Tantoo Cardinal. Réalisé par Alex Williams et produit par Tamarack Productions, il a été présenté en première au Festival international du film de Vancouver en 2015.

## Expositions personnelles
- Sovereign Acts II,  Galerie Leonard & Bina Ellen, Montréal, Québec, 2017 [11].
- Pilgrims of the Wild, Marvin Francis Media Gallery, Winnipeg, Manitoba, 2016.